# Margarita and the Mission Funds
Pour plus de détails, voir Fiche technique et Distribution.
Margarita and the Mission Funds est un film muet américain réalisé par Lem B. Parker et sorti en 1913.

## Fiche technique
- Titre : Margarita and the Mission Funds
- Réalisation : Lem B. Parker
- Scénario : William A. Corey
- Producteur :  William Selig
- Société de production : Selig Polyscope Company
- Société de distribution : General Film Company
- Pays d'origine :  États-Unis
- Langue : Anglais
- Format : Noir et blanc — 35 mm — 1,33:1 — Muet
- Genre : Film dramatique
- Durée : 10 minutes
- Dates de sortie : 
  -  États-Unis : 1er avril 1913

## Distribution
- Harold Lockwood : capitaine Stewart Hopewell
- Margarita Loveridge : Margarita
- Henry Otto : père Sandez, le missionnaire
- Al Ernest Garcia : Ramon, un hors-la-loi
- Goldie Colwell : Mademoiselle Mannds
- George Hernandez : gouverneur Luira Estrada
- William Hutchinson : Pedro